# The Little Wanderer (film 1920)
The Little Wanderer è un film muto del 1920 diretto da Howard M. Mitchell che aveva come interpreti Shirley Mason, Raymond McKee, Cecil Van Auker, Alice Wilson, Edwin B. Tilton. Prodotto da William Fox per la Fox Film Corporation, il film fu sceneggiato da Denison Clift da un proprio soggetto.

## Trama
Larry Hart entra in conflitto con suo padre, potente editore, colpevole secondo lui di avere strumentalizzato la difficile situazione dei poveri per condurre una campagna sensazionalistica ai suoi fini. Volendo dimostrare la propria buona volontà, Larry decide di aiutare uno degli sfortunati abitanti dei bassifondi a venirne fuori. Incontrata Jenny Carson, le trova lavoro come cameriera. Il vecchio Hart, però, quando la vede, vuole impedire quel matrimonio perché riconosce in lei la figlia del suo ex socio, Joe Farley, accusato di essere un corrott. Riappare Farley, che lo accusa - esibendo le prove - di essere lui il vero truffatore. Alla fine, Hart senior ammetterà le sue colpe e Larry sposerà Jenny, prendendo lui la direzione del giornale.

## Produzione
Il film fu prodotto dalla Fox Film Corporation.

## Distribuzione
Il copyright del film, richiesto da William Fox, fu registrato il 13 agosto 1920 con il numero LP15451.
Distribuito dalla Fox Film Corporation, il film uscì nelle sale statunitensi nell'agosto 1920. In Francia, prese il titolo La Petite Merveille.
Non si conoscono copie ancora esistenti della pellicola che viene considerata presumibilmente perduta.